# 第一次中印国境紛争
第一次中印国境紛争とは1962年に中華人民共和国とインドの間で勃発したヒマラヤ地方での国境紛争である。1951年に中国が資源の豊富なチベットを併合したため、以降からネパールやブータン、ミャンマー、インドは中国との間で国境紛争が発生していた。第一次国境紛争では中国側が勝利して領土を獲得した。その後の1967年には第二次中印国境紛争が勃発している。

## 概要
1954年、中華人民共和国とインドの両国は平和五原則を発出し、以前から有った国境間の紛争の平和的解決を志向したが、1959年にチベット動乱が起こった事でダライ・ラマ14世がインドに亡命し、中印関係は悪化。同年8月と10月に両国の東部および西部国境で軍事衝突が発生した。ついで1962年10月、中国人民解放軍は東部および西部国境で大規模な攻撃を行い、インド軍を敗走させたのち、もとの国境線に引き揚げた。
係争地域は西、中、東部の3地域があり、西部は中国の新疆ウイグル自治区のアクサイチンとインドのラダック地区の間で、中国の建設した新疆・チベット公路があり、中国が実効支配している。中部はシプキ峠、マナ峠を含む中印国境地帯、東部はブータン東部の中国のチベット自治区とインドのアッサム州の間でマクマホンラインが実際上の国境となっている。中国側の発表によれば、紛争地域は合計12万5000平方キロメートル（以下キロと省略）にわたり、東部9万平方キロ、中部2000平方キロ、西部3万3000平方キロを占めている。
中印両国の基本的主張は、1950年代末から1960年代初頭にかけてのインドの首相であるジャワハルラール・ネルーと中国の首相である周恩来との往復書簡、国境会談によって明らかにされている。西部では、インドは伝統的国境線はすでに存在し、全ラッダク地区はインド領であるとしているのに対して、中国は、国境線は未確定であり、全アクサイチン地区を中国領であると主張し、東部では、インドはマクマホンラインを国境線と主張するのに対し、中国は、1914年のシムラ条約に当時の中国政府である中華民国は調印していないのでこれを認めず、国境は未確定であり、プラーフマ・プトラ川北岸を国境線と主張している。中部でも、マクマホンラインを国境とするインドと、これを認めないとする中国の主張は対立している。

## 戦後

### 1967年
その後、他の係争地で1967年に再び高まり続けた緊張は戦闘へと発展し第二次中印国境紛争が勃発した。1967年8月13日から、中国軍はシッキム側のナトゥラで塹壕を掘り始めた。これはインド軍の反発を招いた。インド軍は境界を示すために有刺鉄線を張ることを決定した。これは中国軍の反発を招いた。 2日後、中国軍は武器で武装し、電線の敷設に従事していたインド兵に対して陣地をとったが、発砲はしなかった。9月7日、再びインド軍が有刺鉄線を張り始めたとき、現地の中国軍司令官と軍隊が現場に急行し、インド軍のライ・シン中佐に「重大な警告」を発した。ヤダフは作業を中止しようとしたが、その後乱闘が起こり、双方の兵士数名が負傷した。峠には遮蔽物がなかったため、中国軍とインド軍は当初多大な死傷者を出した。この衝突は3日間昼夜を問わず続き、大砲、迫撃砲、機関銃が使用されその間にインド軍は中国軍を撃退し勝利したのち、保護国であったシッキム王国を編入した。その後両国の国境は一定の期間のみ比較的安定した状態が続いた。

### 21世紀
2003年にアタル・ビハーリー・ヴァージペーイー首相は中国を訪問し、中国はシッキムをインドの領土と承認する代わりに、インドはチベットを中国領と承認することで、江沢民元中国共産党総書記と合意した。
2005年に、マンモハン・シン首相と温家宝首相の間で、「両国が領有を主張する範囲の中で、人口密集地は争いの範囲外」とする合意がなされ、両国にとって戦略上重要とされるアルナーチャル・プラデーシュ州、特にタワン地区は現状を維持している。
なお現在アクサイチンは中華人民共和国が実効支配している。日本の学校教育用地図帳では、両国主張の境界線を併記した上で地域は所属未定とする手法がとられている。
2010年9月2日、インド東部のオリッサ州政府は、同国中央政府の国防関係者の談話として、同国が開発した中距離弾道ミサイル「アグニ2」（核弾頭の搭載が可能）の改良型実験に成功したことを発表した。
「アグニ2」の射程は2000キロメートルで、改良型の「アグニ2＋」は2500キロメートル。
これまでにインド国防省関係者は「アグニ2」や短距離弾道ミサイルを、中国との国境地帯に配備するとしている。また、インド政府関係者は2010年3月に発表した国防計画に絡み、「2012年までに、中距離弾道弾による防御システムを完成。対象は中国とパキスタン」と発言した。
中国メディアは脅威が高まったとの認識を示し、中国社会科学院・南アジア研究センターの葉海林事務局長は、インドが中国を主たる対象として核ミサイルの開発と整備を進めているとした。
現在、「アグニ2」を中国の経済発展地域に可能な限り届かせるため、国境近くに配備しているが、開発中の「アグニV」の有効射程は5000 - 6000キロメートルとされ、インド国内のどこに配備しても、中国全土を攻撃することが可能で、脅威はさらに高まるという。また、インドとパキスタンは潜在的な敵対関係にあるが、パキスタンを念頭に置くならば、「アグニV」のような射程が長いミサイルを開発する必要はないとも主張した。
2013年4月15日、中国軍は中国側で野営地を設営した。インド軍も中国軍の野営地近くに部隊を派遣してにらみ合いを続けていたが、同年5月5日までに両国が共に部隊を撤収させることで合意し、同日中に両軍とも撤収を始めた。
2017年6月16日、中国軍がドグラム高原道路建設を始めたため、ブータンの防衛を担当するインド軍が出撃する。工事を阻止しようとするインド軍と中国軍はもみ合いになり、インド側の塹壕二つが重機で破壊されている。以降は工事が停止し、二か月にわたりにらみ合いとなる。同年8月15日インド・カシミール地方パンゴン湖北岸の国境にて中国軍兵士はインド兵士と投石などの小競り合いが起きて両軍兵士達が負傷している。その後両軍は陣営に戻り、以降は沈静化した。同年8月28日にはドグラム高原でにらみ合いの続いている両部隊を撤退させることで合意し、両軍とも部隊を引き上げるとインド当局が発表する。しかし中国外交部は撤退するのはインドのみであり、規模は縮小するものの中警備を継続すると発表している。
2020年5月9日、シッキム州の国境付近で中印両軍の殴り合いによる衝突が発生した。インド紙ヒンドゥスタン・タイムズは、中印軍の総勢150名が関与し、中国側7名とインド側4名の計11名が負傷したと報じている。
2020年7月27日、インドのニュースサイト、レディフ・オンラインにおいて、ナレンドラ・モディ首相が中華人民共和国と「戦争はしたくない」と述べたと報道された。その後、中国の習近平党総書記とモディ首相の会談が行われている。
2021年7月6日、チベット仏教の精神的指導者であるダライ・ラマ14世の86歳の誕生日にあたり、誕生日を祝う電話をかけたことを公表した。モディは、SNSを通じて「ダライ・ラマ14世の86歳の誕生日を祝うため彼と電話で話した」として、「今後も末永く健康でいられるよう祈願したい」と伝えたことを明かした。2020年、インドと中国の係争地域で死者の出る衝突が起こった際、ダライ・ラマ14世の誕生日にメッセージを送らなかったことを野党から「中国の顔色をうかがい過ぎている」と批判されており、今回の交流を誇示したのは、中国に対する国内の強硬世論を意識したものとみられる。
2020年のインドと中国の係争地域で死者の出る衝突により、インドでは中国製品の不買運動が起こり、インド政府が中国製スマートフォンアプリの使用を禁止するなどの国内の対中感情の悪化から、モディは2021年7月1日の中国共産党建党100周年を祝うメッセージを中国に送らなかった。

## 文献情報
- 牛軍, 真水康樹[訳]「中印辺境における自衛反撃作戦の政策決定」『法政理論』第39巻第1号、新潟大学法学会、2006年9月、191-210頁、CRID 1050564289185871616、hdl:10191/5253、ISSN 02861577。「中国共産党史の視点からの中印紛争の解釈。」